# Seznam ameriških filantropov
Seznam ameriških filantropov.

## A
Howard Ahmanson mlajši - Paul Allen - George Thorndike Angell - Walter Annenberg - Annette de la Renta - John Jacob Astor - Brooke Astor - Vincent Astor - Mary Williamson Averell - 

## B
Jeff Bezos - Len Blavatnik - Michael Bloomberg - Winton M. Blount - Edward W. Bok - George Gough Booth - Len Bosack - Richard Branson - Oscar Brown - Warren Buffett - Anne Buydens

## C
Andrew Carnegie - Jimmy Carter - William Wilson Corcoran - Louis Crane - Michael Cudahy (elektronik) - 

## D
Horace Elgin Dodge - Wickliffe Draper - Anthony J. Drexel Biddle - Benjamin Newton Duke - Doris Duke - James Buchanan Duke - Washington Duke - 

## E
Larry Ellison - Jane Engelhard - 

## F
Harry Fischel - Theodore J. Forstmann - James Wiliam Fulbright ?? 

## G
Bill Gates - William H. Gates starejši - Lewis Ginter - Charles Goethe - Henry Goldman - Helen Miller Gould - Simon Guggenheim - Solomon R. Guggenheim - 

## H
Donald J. Hall starejši - E. H. Harriman - Irving Harris - William Randolph Hearst mlajši - Johns Hopkins - Howard Hughes - Janet Huntington Brewster

## J
John H. Johnson - Augustus Juilliard - 

## K
William Myron Keck - Alan King - Lincoln Kirstein - Charles Koch - Samuel H. Kress - Joan B. Kroc - 

## L
Thomas W. Lamont - Eugene Lang - James Lenox - Alfred Lee Loomis - Daniel K. Ludwig - John Thomas Lupton - Peter Lynch - 

## M
John D. MacArthur - Bernard Marcus - Stanley Marsh III. - Katharine McCormick - Andrew W. Mellon - Ward Melville - J. Irwin Miller - Tom Monaghan - Anne Morgan - J. P. Morgan - Junius Spencer Morgan - Stewart Rawlings Mott - David G. Mugar -  

## N
Paul Newman - 

## O
Pierre Omidyar - 

## P
George Peabody - George W. Perkins - Ross Perot - Henry Pomeroy Davison - Enoch Pratt - 

## R
John D. Rockefeller - John D. Rockefeller III. - John D. Rockefeller mlajši - Laurance Rockefeller - Winthrop Rockefeller - Eleanor Roosevelt - Julius Rosenwald - 

## S
Henry W. Sage - Henry Salvatori - Richard Mellon Scaife - Wendy Schmidt - Wallis Simpson - James Breckenridge Speed - Tom Steyer

## T
John Templeton - William Boyce Thompson - Jeannette Thurber - Spencer Trask - Tran Dinh Truong - Trung Dung - Ted Turner - 

## V
Cornelius Vanderbilt - William Henry Vanderbilt - Andrew Viterbi - 

## W
Madame C. J. Walker - Henry Walters - John T. Walton - Sanford I. Weill - Betsey Cushing Roosevelt Whitney - Dorothy Payne Whitney - Gertrude Vanderbilt Whitney - Harry Payne Whitney - John Hay Whitney - Payne Whitney - Joan Whitney Payson - Fred Wilpon - Clara Winthrop - Catherine Wolfe Bruce